# Bercedo (Burgos)
Bercedo es una localidad del municipio burgalés de Merindad de Montija, Castilla la Vieja, en la Comunidad Autónoma de Castilla y León (España). 
La iglesia está dedicada a san Miguel Arcángel.

## Localidades limítrofes
Confina con las siguientes localidades:
- Al norte con Agüera.
- Al este con Leciñana de Mena.
- Al sur con Lastras de las Eras.
- Al suroeste con Quintanilla Sopeña y Villasante.
- Al oeste con Noceco.

## Historia
Así se describe a Bercedo en el tomo IV del Diccionario geográfico-estadístico-histórico de España y sus posesiones de Ultramar, obra impulsada por Pascual Madoz a mediados del siglo XIX:

Lugar en la provincia, diócesis, audiencia territorial y capitanía general de Burgos (17 leguas), partido judicial de Villarcayo (3 ¾), ayuntamiento de Villasante, merindad de Montijo, con 2 regidores y un fiel de fechos para su gobierno interior. Situado a los 14º 26’ longitud y a los 43º 37’ de latitud en una extensa llanura a ¾ de hora S de la sierra, que divide los valles de Montija y Mena de los de Soba y Carranza, siendo su altura respecto al nivel del mar 2.704 pies; la combaten todos los vientos y su clima es bastante saludable. Se compone de 60 casas, de 18 a 26 pies, con piso alto formando cuerpo de población y algunas calles mal empedradas y sucias; hay una escuela de primeras letras concurrida por 30 ó 40 niños de ambos sexos; una iglesia parroquial bajo el título de Santa Marina de la que dependen las de Quintanilla Sopña y Villasorda, servida por un cura párroco que provee el arzobispo de Burgos, en patrimoniales; en paraje ventilado el cementerio, y una fuente de buenas y abundantes aguas para los usos domésticos. Confina el término por N Laya y San Pelaya; E Cadagua; S Quintanilla Sopeña, y O Nocedo, distantes todos de ½ a ¾ de legua; hay en la sierra algunas cabañas de pasiegos que habitan solo en el verano por no permitir la nieve hacerlo en el invierno. El terreno es delgado y arenoso; la parte destinada al cultivo se divide en 3 suertes, comprendiendo 250 fanegas de la primera, 300 de la segunda y 450 de la tercera; el resto está poblado de robles, hayas, arbustos, encinas y pastos abundantes; le riegan las aguas del río Caneja que pasa inmediato y al O del pueblo con dirección de N a S, a unirse al río Trueba, a 2 leguas de distancia; tiene un puente de piedra con 3 arcos de 20 pies de altura y 30 de diámetro, sobre el cual se encuentra el nuevo camino de Bercedo a Burgos, único que hay de ruedas. Producciones: trigo, centeno, maíz, cebada, legumbres y lino; ganado lanar, cabrío, vacuno, caballar y mular; caza de liebres, perdices, jabalíes, corzos, zorros, lobos y osos; se ocupan exclusivamente estos habitantes en la agricultura; también se extraen ganados, y se importa trigo, vino, aceite y géneros de vestir. Población: 12 vecinos, 44 almas. Capital productivo: 275.000. Imponible: 26.915. Contribución: con el ayuntamiento (V.). Los propios consisten en el arriendo de la taberna y panadería; una heredad de 7 celemines de sembradura, un extenso ejido al sitio del Ayal y la casa de loma, y además en comunidad con toda la merindad de Montija, otro sitio conocido por la Sierra, de 4 leguas de extensión, poblado de arbustos, hayas, robles y algunos prados.
Diccionario geográfico-estadístico-histórico de España y sus posesiones de Ultramar

## Demografía
Evolución de la población
| Gráfica de evolución demográfica de Bercedo entre 2000 y 2017      |
|                                                                    |
| Población de derecho (2000-2017) según el padrón municipal del INE |